# Rossmühle
Rossmühle (en luxembourgeois : Rossmillen ) est une localité de la commune luxembourgeoise de Weiswampach située dans le canton de Clervaux.